# Rogers International Commodity Index
Le Rogers International Commodity Index est un indice boursier, basé en dollar, conçu par Jim Rogers en 1996 et reflétant l'activité des marchés des matières premières. Il se compose des prix de 37 matières premières provenant de 13 marchés internationaux différents.

## Historique
L'indice fut coté pour la première fois en bourse le 31 juillet 1998 avec pour première valeur 1000.

## Déclinaisons
L'indice a été divisé en trois sous indices, le premier regroupant les produits agricoles (RICI Agriculture), le second regroupant les produits énergétiques (RICI Energy) et le troisième regroupant les métaux (RICI Metals).